# Cor Hilbrink
Cornelis Christiaan Hilbrink (Almelo, 8 juli 1918 – Zenderen, 11 juni 1973) was een Nederlands ondernemer, voetbalbestuurder en verzetsman. Hij was in de Tweede Wereldoorlog betrokken bij het verzet in Twente. Door verraad verloor hij zijn vader en een broer. Na de oorlog werd hij ondernemer en de eerste voorzitter van fusieclub FC Twente. Vanwege zijn verdiensten voor de Enschedese club is de hoofdtribune van stadion De Grolsch Veste sinds 2009 naar Hilbrink vernoemd.

## Verzetsman
De Tweede Wereldoorlog was er de oorzaak van dat Hilbrink, na zijn militaire dienstplicht te hebben vervuld, niet aan een medicijnenstudie kon beginnen. Hij keerde in 1940 terug naar zijn ouderlijk huis, dat wil zeggen naar de villa op het kleine landgoed Lidwina bij Zenderen in de buurt van Borne waarvan zijn ouders het beheer voerden voor een rijke dame.
Hij raakte net als zijn vader en broer betrokken bij het verzet. De knokploeg-Zenderen verrichtte een aantal spectaculaire acties, waaronder de bevrijding van verzetsmensen uit een huis van bewaring. De villa Lidwina werd een belangrijk hoofdkwartier. Op 23 september 1944 werd de schuilplaats op het platteland verraden. Hilbrinks vader Sietse en zijn broer Coen werden bij een overval door de Sicherheitsdienst doodgeschoten en de villa werd opgeblazen. Johannes ter Horst, die enkele dagen eerder zijn toevlucht in de villa had gezocht, werd gearresteerd en een dag later gefusilleerd. Hilbrink zette zijn verzetsactiviteiten voort vanuit verschillende schuilplaatsen en maakte zo de bevrijding van Enschede mee. Een aanbod van prins Bernhard voor een hoge functie in het leger sloeg hij af en hij begon aan een maatschappelijke carrière.

## Ondernemer
Cor Hilbrink werd actief als ondernemer in Oldenzaal waar hij in 1955 oprichter werd van de Betoncentrale Twente. Het Hengelose bedrijf beleefde onder zijn leiding en mede dankzij de wederopbouw een grote bloei. Hij ontpopte zich als een succesvol ondernemer met grote leiderscapaciteiten.

## Eerste voorzitter FC Twente
Als voorzitter van de Oldenzaalse voetbalvereniging Quick'20 was hij aanwezig bij de oprichtingsvergadering van FC Twente, dat was voortgekomen uit Sportclub Enschede en Enschedese Boys. Men was op zoek naar een onafhankelijk voorzitter. Die werd gevonden in de persoon van Cor Hilbrink. Samen met de medebestuursleden Henk Olijve en Henny Iliohan maakte hij de eerste grote bloei van de club mee. Hij was voorzitter tot hij in 1973 op 54-jarige leeftijd overleed.